# 阿穆尔泽特农村居民点
阿穆尔泽特农村居民点（俄语：Амурзетское сельское поселение）是俄罗斯联邦犹太自治州十月区所属的一个农村居民点。其下辖有6个居民点，行政中心为阿穆尔泽特。据2016年统计，该农村居民点的人口为6893人。